# Baptiste Bleier
Baptiste Bleier, né le 1er juin 1995 à Paris 13e, est un coureur cycliste français, professionnel en 2020 et 2021.

## Biographie

### Carrière amateur
Né dans le 13e arrondissement de Paris, Baptiste Bleier passe son enfance au Kremlin-Bicêtre dans le Val-de-Marne, tout près de la capitale. Il commence le cyclisme vers l'âge de 16 ans (deuxième année cadets) en prenant une licence à l'AV Thiais. Sa compagne Charlotte Bravard a également été coureuse cycliste chez les professionnels. Ensemble, ils ont eu un enfant, prénommé Victor. 
Il intègre en Espoir 2 (2e catégorie) le club Peltrax-CS Dammarie-lès-Lys. Il continue son apprentissage et remporte en 2016 le Grand Prix de la ville de Chartres,. 
Il rejoint en 2017 le CM Aubervilliers 93. Malgré des problèmes de genoux, il obtient ses premiers résultats notables en élite nationale en fin d'année 2017 lors du contre-la-montre du Saint-Brieuc Agglo Tour.
En 2018, Baptiste Bleier réalise plusieurs performances dans les classements généraux et en se spécialisant sur les contre-la-montres. Il remporte notamment le classement général des Boucles Nationales du Printemps. Après avoir terminé 3e du championnat de France du contre-la-montre amateurs, Saint-Michel-Auber 93 annonce son passage chez les professionnels pour la saison 2020,.

### Carrière professionnelle
Il commence sa carrière professionnelle sur les routes du Grand Prix La Marseillaise où il est membre de l'échappée du jour. Dans une saison perturbée par la pandémie de Covid-19, il ne compte que 22 jours de course à son actif avec le peloton professionnel. Il termine 13e de Paris-Connerré en fin de saison.
En 2021, il est de nouveau échappé dès ses premiers jours de course, passant la journée à l'avant lors de la deuxième étape du Tour de la Provence. Son calendrier est de nouveau fortement chamboulé par la pandémie de Covid-19, n'épinglant qu'un seul dossard sur les mois de mars et avril, lors de Cholet-Pays de la Loire (abandon). En mai, il s'aligne sur trois courses du calendrier national de la Fédération française de cyclisme avant de retrouver le peloton professionnel sur la Mercan'Tour Classic Alpes-Maritimes. Malgré un calendrier qui s'étoffe sur la deuxième partie de saison, ses sensations ne s'améliorent pas, cumulant sept abandons en douze jours de course. Le 8 septembre 2021, il annonce mettre un terme à sa carrière au haut-niveau, déclarant n'avoir jamais récupéré du Covid après l'avoir contracté en février.

## Palmarès sur route

### Par années
| - 2014 - Paris - Sorel Moussel - 2016 - Grand Prix de la ville de Chartres - 2017 - 3e du Trio normand - 2018 - 2e étape du Tour de Mareuil-Verteillac-Ribérac (contre-la-montre) - Chrono de Touraine-Tauxigny - 2e du Tour des Deux-Sèvres - 3e du Tour du Canton de l'Estuaire | - 2019 - Champion d'Île-de-France du contre-la-montre - Grand Prix de Buxerolles - Boucles Nationales du Printemps : - Classement général - 1re étape (contre-la-montre) - 3ea étape du Tour des Deux-Sèvres (contre-la-montre) - 2e de Manche-Atlantique - 2e du Tour du Canton de l'Estuaire - 3e du championnat de France du contre-la-montre amateurs - 3e du Tour des Deux-Sèvres |